# I-40 (tàu ngầm Nhật)
I-40 là một tàu ngầm tuần dương lớp Type-B (巡潜乙型潜水艦 Junsen Otsu-gata sensuikan) được Hải quân Đế quốc Nhật Bản chế tạo trong giai đoạn ngay trước Chiến tranh Thế giới thứ hai. Nhập biên chế năm 1943, nó mất tích ngay trong chuyến tuần tra đầu tiên trong chiến tranh, có thể đã bị đánh chìm tại khu vực quần đảo Gilbert, sau ngày 22 tháng 11, 1943. 

## Thiết kế và chế tạo

### Thiết kế
Tàu ngầm Type B Cải tiến 1 (lớp I-40) (còn gọi là Type B2) được cải tiến từ Type B1 dẫn trước, có trọng lượng hơi lớn hơn và trang bị động cơ diesel có thiết kế đơn giản hơn nhằm thúc đẩy việc chế tạo. Chúng có trọng lượng choán nước 2.631 tấn (2.589 tấn Anh) khi nổi và 3.713 tấn (3.654 tấn Anh) khi lặn, lườn tàu có chiều dài 108,7 m (356 ft 8 in), mạn tàu rộng 9,3 m (30 ft 6 in) và mớn nước sâu 5,1 m (16 ft 9 in). Con tàu có thể lặn sâu đến 100 m (328 ft), và có một thủy thủ đoàn đầy đủ bao gồm 94 sĩ quan và thủy thủ.
Type B2 trang bị hai động cơ diesel Kampon Mk.1A Model 10 công suất 5.500 mã lực phanh (4.101 kW), mỗi chiếc vận hành một trục chân vịt. Khi lặn, mỗi trục được vận hành bởi một động cơ điện công suất 1.000 mã lực (746 kW). Khi di chuyển trên mặt nước nó đạt tốc độ tối đa 23,5 hải lý trên giờ (43,5 km/h; 27,0 mph) và 8 hải lý trên giờ (15 km/h; 9,2 mph) khi lặn dưới nước, tầm xa hoạt động của Type B2 là 14.000 hải lý (26.000 km; 16.000 mi) ở tốc độ 16 hải lý trên giờ (30 km/h; 18 mph), và có thể lặn xa 96 nmi (178 km; 110 mi) ở tốc độ 3 hải lý trên giờ (5,6 km/h; 3,5 mph).
Những chiếc Type B2 có sáu ống phóng ngư lôi 53,3 cm (21,0 in), tất cả được bố trí trước mũi, và mang theo tổng cộng 17 quả ngư lôi Kiểu 95. Vũ khí trên boong tàu bao gồm khẩu hải pháo 14 cm (5,5 in), và hai pháo phòng không 25 mm Type 96. Hầm chứa máy bay được tích hợp vào tháp chỉ huy và hướng ra phía trước. Máy phóng máy bay được bố trí hướng ra phía trước, trong khi khẩu hải pháo trên boong đặt phía sau. Cách sắp xếp này giúp chiếc thủy phi cơ Yokosuka E14Y tận dụng tốc độ hướng ra trước của con tàu khi được phóng lên.

### Chế tạo
I-40 được đặt lườn như là chiếc Tàu ngầm số 370 tại Xưởng vũ khí Hải quân Kure ở Kure, Hiroshima vào ngày 18 tháng 3, 1942. Nó được được đổi tên thành I-40 vào ngày 20 tháng 8, 1942, trước khi được hạ thủy vào ngày 10 tháng 11, 1941. Con tàu hoàn tất và nhập biên chế vào ngày 31 tháng 7, 1943, dưới quyền chỉ huy của Thiếu tá Hải quân Watanabe Katsuji.

## Lịch sử hoạt động
Ngay khi nhập biên chế, I-40 được phối thuộc cùng Quân khu Hải quân Yokosuka, và được phân về Hải đội Tàu ngầm 11 trực thuộc Đệ Nhất hạm đội để chạy thử máy và huấn luyện. Trong tháng 8, 1943, nó tham gia thử nghiệm sonar và thiết bị thăm dò từ trường bất thường trong biển nội địa Seto, phục vụ như mục tiêu chống tàu ngầm cho tàu rải mìn Nuwajima. Sau khi hoàn tất việc thử máy và huấn luyện, nó được điều về Đội tàu ngầm 1 thuộc Hải đội Tàu ngầm 2, trong thành phần Đệ Lục hạm đội từ ngày 31 tháng 10. Chiếc tàu ngầm khởi hành từ Yokosuka vào ngày 13 tháng 11, để đi sang khu vực Tây Nam Thái Bình Dương, đi đến căn cứ Truk thuộc quần đảo Caroline vào ngày 19 tháng 11.
Chiến dịch quần đảo Gilbert và Marshall khởi sự từ ngày 20 tháng 11, 1943 khi lực lượng Thủy quân Lục chiến Hoa Kỳ đổ bộ lên các đảo Tarawa và Makin thuộc quần đảo Gilbert. Cùng ngày hôm đó, I-40 được lệnh cùng các tàu ngầm I-19, I-21, I-35, I-39, I-169, I-174, I-175 và Ro-83 hướng đến khu vực quần đảo Gilbert để đánh trả cuộc tấn công. I-40 khởi hành từ Truk vào ngày 22 tháng 11 cho chuyến tuần duy nhất trong chiến tranh, đi đến khu vực tuần tra được chỉ định ngoài khơi đảo Makin. Tuy nhiên chiếc tàu ngầm mất liên lạc kể từ lúc đó.
Vào ngày 26 tháng 11, Bộ tư lệnh Đệ Lục hạm đội ra lệnh cho I-40 tham gia cùng các tàu ngầm I-19, I-169 và Ro-38 để hình thành nên tuyến tuần tra về phía Bắc Makin; rồi đến ngày 2 tháng 12, yêu cầu các tàu ngầm I-19, I-20 và I-40 báo cáo tọa độ vị trí. I-40 đã không hồi đáp cả hai bực điện trên. Hoàn cảnh I-40 bị mất tiếp tục là một bí ẩn chưa được giải đáp. Vào cùng giai đoạn đó tàu khu trục Hoa Kỳ USS Boyd đã đánh chìm một tàu ngầm gần Tarawa vào ngày 26 tháng 11, nhiều khả năng là chiếc I-39, nhưng cũng có thể là chiếc I-40. Giả thuyết khác cho rằng máy bay Hải quân Hoa Kỳ đặt căn cứ trên đất liền phối hợp cùng tàu khu trục USS Radford đã đánh chìm I-40.
Vào ngày 21 tháng 2, 1944, Hải quân Đế quốc Nhật Bản công bố I-40 có thể đã bị mất với tổn thất toàn bộ 97 thành viên trên tàu tại khu vực quần đảo Gilbert. Tên nó được cho rút khỏi đăng bạ hải quân vào ngày 30 tháng 4, 1944.